# ラルジャン
『ラルジャン』（L'Argent, フランス語発音: [laʁ.ʒɑ̃]）は、ロベール・ブレッソン監督・脚本による1983年のドラマ映画で、彼の遺作である。レフ・トルストイの中編小説『にせ利札』を原作としている。ブレッソンは本作により第36回カンヌ国際映画祭で監督賞を受賞した。その後ブレッソンは体調を崩し、新作を撮ることなく1999年に死去した。

## あらすじ
全2部からなる原作のうち、些細な犯罪が悲劇へと発展する第1部のみを現代フランスに翻案して用いている。人々が改心する第2部は用いられていないため、悲劇的なまま終結する。

## キャスト
- クリスチャン・パティ
- カロリーヌ・ラング
- バンサン・リステルッチ
- マリアンヌ・キュオー

## 評価
フランスでは1983年5月18日にMK2 Diffusionの配給で公開された。
第36回カンヌ国際映画祭ではアンドレイ・タルコフスキー監督の『ノスタルジア』と監督賞をタイ受賞した。第9回セザール賞では音響賞にノミネートされた。全米映画批評家協会賞では監督賞を受賞した。